# Georgios Grivas
Georgios Grivas, eller Georg Grivas (grekiska: Γεώργιος Γρίβας), född 6 juni 1898 i Nicosia, Cypern, död 27 januari 1974 i Limassol, var en grekcypriotisk militär, general i Greklands armé, överbefälhavare av grekcypriotiska nationalgardet, grundare av EOKA och ledare av gerillakriget på Cypern 1955–1959. Han är även känd under sitt nom de guerre Digenis (Διγενής).
Grivas blev nationalhjälte på Cypern och Grekland, när hans gerillakrig ledde till landets självständighet 1960. På grund av senare aktioner, och hans attacker mot den turkcypriotiska minoriteten och kommunister, blev han med tiden mer kontroversiell.

## Uppväxt
Georgios Grivas föddes 1898 i Chrysaliniotissa i Nicosia på Cypern, som då lydde under brittisk förvaltning, som fjärde barnet till Theodoros Grivas och Kalomira Hadjimichael. Han växte upp i Tricomo i Famagustadistriktet, och läste 1909–1915 vid Pancypriotiska gymnasiet i Nicosia, då han bodde med sin farmor.

## Första tiden som militär
1916 lämnade Grivas Cypern för att studera vid Atens militärakademi. Han avlade examen 1919 med rangen av underlöjtnant, och blev omedelbart posterad vid fronten i Mindre Asien i kriget mot turkarna. Han ingick i tionde divisionen i Greklands armé och deltog i dess avancemang från Smyrna till Panormos och Eskişehir, passerade Bursa och Sakaryafloden. Efter det påföljande nederlaget för Grekland och dess fullständiga tillbakadragande från Mindre Asien 1922, placerades han i Redestos i Trakien. Han dekorerades för mod och steg till löjtnant. Senare utvaldes han att studera vid den franska militärakademin, och efter sin återkomst till Grekland tjänstgjorde han bland annat som föreläsare vid Militärskolan i Grekland. Han upphöjdes till kapten 1925 och till major 1935. Två år därefter gifte han sig i Aten med Vasiliki Deka, dotter till en apotekare.

## Andra världskriget
Vid utbrottet av andra världskriget förflyttades Grivas till operationsavdelningen vid Greklands armés högkvarter, där han arbetade med planering av norra Greklands försvarsstrategier. Tre månader efter Mussolinis attack mot Grekland förflyttades Grivas på egen enträgen begäran till den albanska fronten som befäl över andra divisionen, dit han anlände i december 1940.
Under den tysk-italiensk-bulgariska ockupationen av Grekland grundade han och ledde motståndsrörelsens Organisation X, en mindre motståndsgrupp som utgjordes av officerare i Greklands armé och som begränsade sin verksamhet till vissa grannområden till Aten. Först slogs de mot nazisterna. Sedan, under inbördeskriget i Grekland i december 1944, slogs de, efter att de blivit inlemmade i de grekiska säkerhetsstyrkorna, tillsammans med britterna och de grekiska lojalisterna mot kommunisterna i EAM/ELAS om kontrollen över Aten. 1946 drog sig Grivas tillbaka på egen begäran. Hans senare försök till en politisk karriär blev ett misslyckande.

## EOKA och gerillakriget
Därefter koncentrerade sig Grivas på befrielsen av Cypern från Storbritanniens kolonialvälde, och på dess förening med Grekland (enosis). Som medlem av en hemlig kommitté för Cyperns kamp svor han trohetsed mot enosis tillsammans med den nyligen tillträdde ärkebiskopen Makarios III, med vilken han samarbetade i förberedelser för en väpnad kamp. Han anlände i hemlighet till Cypern i november 1954 och började genast formera gerillagruppen EOKA. Den 1 april 1955 förklarade han under pseudonymen Digenis kampanjen för självbestämmande inledd, med ett antal explosioner i Cyperns fyra största städer och militära anläggningar.
Grivas primära avsikt var att vinna världsopinionen på sin sida och att vara ett ständigt hot mot de brittiska myndigheterna, inte att vinna ett regelrätt krig. Detta tänkte han uppnå genom att låta England lida ett moraliskt nederlag och genom att trötta ut dem. Kampen företogs dock inte enbart mot britterna, utan även mot kommunister och turkar. Genom att förankra kampen hos civilbefolkningen, och genom omvärldens uppmärksamhet, blev kampen förvånansvärt framgångsrik: Storbritannien insåg med tiden att de inte kunde kriga mot större delen av öns befolkning.
Han dirigerade de första EOKA-kampanjerna från sitt gömställe i Nicosia, men snart flyttade han till Troodosbergen och ledde gerillagrupper. Två gånger undgick han att bli tillfångatagen när han omringades av brittiska styrkor vid Spília i december 1955 och i Kykkos i maj 1956. En månad senare lämnade han bergen och fann tillflykt i ett gömställe i Limassol varifrån han inte bara ledde militära aktiviteter utan även politiska kampanjer, eftersom ärkebiskop Makarios deporterats i mars 1956 av myndigheterna. Han grundade därför PEKA (Politiki Epitropi Kypriakou Agona). Myndigheterna svarade med undantagstillstånd, och utlyste utegångsförbud, utförde arresteringar, fängslanden, och dödsstraff genom hängning. Dessa åtgärder misslyckades dock att bringa situationen under kontroll.

## Återkomst till Grekland
Efter undertecknandet av Zürich-London-överenskommelsen i början av år 1959, och förklaringen av Cyperns självständighet, beordrade Grivas motvilligt eld upphör trots att kampens mål om enosis inte hade uppnåtts. I mars 1959 trädde Digenis fram från sitt gömställe och begav sig till Aten där han mottogs som hjälte och Cyperns befriare, blev så småningom dekorerad med de högsta utmärkelserna av Greklands parlament och Atens akademi, och erhöll generallöjtnants rang - endast kungen innehade rangen general, den högsta rangen i armén. Theoklitos, ärkebiskop och primas av Grekisk-ortodoxa kyrkan hyllade honom och kung Paul I av Grekland tilldelade honom tapperhetsmedalj.
Inte länge efter sin ankomst till Grekland övertalades general Grivas att leda ett koalitionsparti men han övergav snart dessa planer i besvikelse.

## Tillbaka till Cypern
Georgios Grivas återvände till Cypern 21 juni 1964 efter utbrottet av lokala strider mellan grek- och turkcyprioter, och uttryckte öppet att han tänkte verka för enosis. Han utsågs i augusti officiellt till överbefälhavare av det grekcypriotiska nationalgardet såväl som över den grekiska militära avdelningen på Cypern som Georgios Papandreou sänt dit för att bistå öns försvar mot potentiella attacker från Turkiet. Han ledde uppförandet av försvarsfort och byggnader som avsåg att försvara ön vid framtida invasioner. Han ledde därmed försvaret av Cypern när Turkiet anföll ön i augusti 1964.
När militärjuntan i Grekland försökte övertala Turkiet om enosis i september 1967 utbröt nya strider som Grivas drogs in i. I november attackerade han i egenskap av överbefälhavare turkcypriotiska mål. Sammandrabbningar förekom mellan det grekcypriotiska nationalgardet och turkcypriotiska skyttar vid Kofinou, och krig syntes vara nära. Enligt Turkiets påföljande ultimatum återkallade den grekiska militärjuntan sin militär och Grivas från Cypern till Aten. Krisen 1967 var Grivas ansvarig för att ha utlöst, och den kostade mer än 20 turkcyprioter livet.

## Åter i Grekland
Från 1968 till 1969, och medan han praktiskt taget var satt i husarrest, deltog han i en motståndsrörelse med sikte på att avsätta den regerande militärjuntan och återställa demokratin i Grekland, tillsammans med ett antal officerare i Greklands armé (bland andra Dimitrios Opropoulos, Spyros Moustaklis, Nikolaos Lytras och Georgios Karousos) samt cypriotiska studenter och tjänstemän av vilka flera tidigare hade stridit med EOKA. Grivas började formera motståndsceller i flera närområden till Aten vilka beväpnades med skjutvapen och sprängämnen som i hemlighet infördes från Cypern. Organisationen avslöjades dock av myndigheterna, och flera av dess medlemmar arresterades.

## Slutlig återkomst till Cypern
När myndigheterna avslöjat hans planer lyckades han ta sig till Cypern där han bildade den beväpnade organisationen EOKA B, vilken han försökte använda till att övertala eller tvinga president Makarios att ändra sin hållning och anta programmet om självbestämmande i full union med Grekland.
Georgios Grivas avled av hjärtkollaps den 27 januari 1974 medan han gömde sig i ett hus i Limassol. Begravningen och jordfästningen ägde rum den 29 januari i trädgården till det hus som varit Grivas sista gömställe under gerillakriget, och översågs av tiotusentals grekcyprioter. Vid hans död utfärdade den cypriotiska regeringen en tre dagar lång landssorg, och parlamentet förklarade Grivas vara "en värdig son av moderlandet".
Med hjälp av det nationalgarde som Grivas hade haft nära samarbete med avsatte Greklands militärjunta Makarios endast sex månader efter Grivas död, vilket blev upptakten till Cypernkrisen 1974.